# Kazan Summer Cup 2013
Il Kazan Summer Cup 2013 è stato un torneo di tennis giocato sul cemento. È stata la 4ª edizione del torneo maschile fa parte della categoria ATP Challenger Tour nell'ambito dell'ATP Challenger Tour 2013, la 1a di quello femminile che fa parte della categoria ITF Women's Circuit nell'ambito dell'ITF Women's Circuit 2013. Sia il torneo maschile che quello femminile si sono giocati a Kazan' in Russia dal 10 al 18 agosto 2013 su campi in cemento.

## Partecipanti singolare ATP

### Teste di serie
| Nazionalità          | Giocatore           | Ranking* | Testa di serie |
| -------------------- | ------------------- | -------- | -------------- |
| Ucraina              | Serhij Stachovs'kyj | 95       | 1              |
| Polonia              | Michał Przysiężny   | 105      | 2              |
| Italia               | Matteo Viola        | 141      | 3              |
| Russia               | Konstantin Kravčuk  | 172      | 4              |
| Bosnia ed Erzegovina | Damir Džumhur       | 205      | 5              |
| Bielorussia          | Dzmitry Zhyrmont    | 208      | 6              |
| Estonia              | Jürgen Zopp         | 228      | 7              |
| Paesi Bassi          | Boy Westerhof       | 242      | 8              |

- Ranking al 5 agosto 2013.

### Altri partecipanti
Giocatori che hanno ricevuto una wild card:
- Ajdin Achmetšin
- Evgenij Karlovskij
- Timur Kijamov
- Vladimir Poljakov

Giocatori che sono passati dalle qualificazioni:
- Sergej Strelkov
- Evgenij Elistratov
- Michail Vaks
- Michail Elgin

## Partecipanti singolare WTA

### Teste di serie
| Nazionalità | Giocatore            | Ranking* | Testa di serie |
| ----------- | -------------------- | -------- | -------------- |
| Ucraina     | Kateryna Kozlova     | 177      | 1              |
| Russia      | Marta Sirotkina      | 192      | 2              |
| Russia      | Arina Rodionova      | 216      | 3              |
| Bielorussia | Ilona Kramen'        | 218      | 4              |
| Paesi Bassi | Richèl Hogenkamp     | 224      | 5              |
| Ucraina     | Tetjana Arefyeva     | 247      | 6              |
| Bielorussia | Aljaksandra Sasnovič | 248      | 7              |
| Ucraina     | Ljudmyla Kičenok     | 249      | 8              |
| Ucraina     | Valentina Ivachnenko | 259      | 9              |

- Ranking al 5 agosto 2013.

### Altre partecipanti
Le seguenti giocatrici hanno ricevuto una wild card per il tabellone principale:
- Aida Kalimullina
- Veronika Kudermetova
- Evgenija Rodina
- Ekaterina Jašina

Le seguenti giocatrici sono passate dalle qualificazioni:
- Alexandra Artamonova
- Martina Borecká
- Marina Šamajko
- Anna Shkudun
- Alison Bai lucky loser

## Vincitori

### Singolare maschile
Serhij Stachovs'kyj ha battuto in finale  Valery Rudnev con il punteggio di 6–2, 6–3

### Doppio maschile
Victor Baluda /  Konstantin Kravčuk hanno battuto in finale  Ivo Klec /  Jürgen Zopp con il punteggio di 6–3, 6–4

### Singolare femminile
Ljudmyla Kičenok ha battuto in finale  Valentina Ivachnenko con il punteggio di 6–2, 2–6, 6–2

### Doppio femminile
Veronika Kudermetova /  Evgenija Rodina hanno battuto in finale  Alexandra Artamonova /  Martina Borecká con il punteggio di 5–7, 6–0, [10–8]